# Вайян-Кутюрье, Поль
Поль Шарль Вайян-Кутюрье (фр. Paul Charles Vaillant-Couturier; 8 января 1892, Париж — 10 октября 1937, Париж) — французский писатель, деятель коммунистического движения. Жена — Мари Клод Фогель.

## Биография
Родился в семье артистов. Окончил юридический факультет Парижского университета. Участник 1-й мировой войны 1914—1918; примыкал к левому, интернационалистскому крылу социалистической партии; наряду с А. Барбюсом и Раймоном Лефевром стал одним из основателей Республиканской ассоциации бывших участников войны (1917). Вайян-Кутюрье откликнулся на события военных лет повестью «В отпуску» (1919, русский перевод 1926), сборником рассказов «Солдатская война» (1919, совместно с Р. Лефевром; русский перевод 1923), автобиографической «Письмами моим Друзьям» (1920), сборником стихов «XIII плясок смерти» (1920) и «Красные поезда» (1923).
Вайян-Кутюрье горячо приветствовал Октябрьскую революцию в России. Стал одним из основателей Французской компартии (ФКП) (1920); в 1921 был избран в ЦК, а позднее в Политбюро ЦК ФКП. Делегат ФКП на 3-м конгрессе Коминтерна (1921, Москва). Неоднократно посещал СССР. Жёстко выступал против правых и крайне правых, оправдывал расстрел на улице Дамремон. В 1926-37 главный редактор ЦО ЦК ФКП газеты «Юманите». В 1935 ездил в Китай.
В мае 1937 года Вайян посещает Испанию, где в то время бушует Гражданская война.
Похоронен на кладбище Пер-Лашез в Париже.

## Отношения сСССР
Впервые Вайян посетил Советский Союз в 1921 году, виделся с В. И. Лениным и написал об этой встрече статью в «Юманите». В 1926 году Кутюрье второй раз посещает СССР, публикует репортаж «Месяц в Красной Москве», где положительно отзывается о социалистическом строе. Весной 1931 года снова посещает Советский Союз — это было его третьей и последней поездкой. Пишет серию очерков «Строители новой жизни».
«Все очерки Вайяна о Советской России отличаются наблюдательностью и живым критическим оптимизмом. Он верно и глубоко отражает социальные процессы, происходящие в стране, он даёт яркие портреты советских людей, он не лакирует явления и не боится останавливаться на фактах, сигнализирующих неблагополучие. Таков, например, драматизированный очерк „Суд над комсомольцем Батолиным“» — Т. Хмельницкая .
В Советском Союзе в 1934 году его именем был назван танкер Черноморского морского пароходства. Он был торпедирован в августе 1943 года немецкой подлодкой «U-20», после войны поднят и эксплуатировался до 1950-х годов.